# Oude Sint-Michielskerk (Keerbergen)

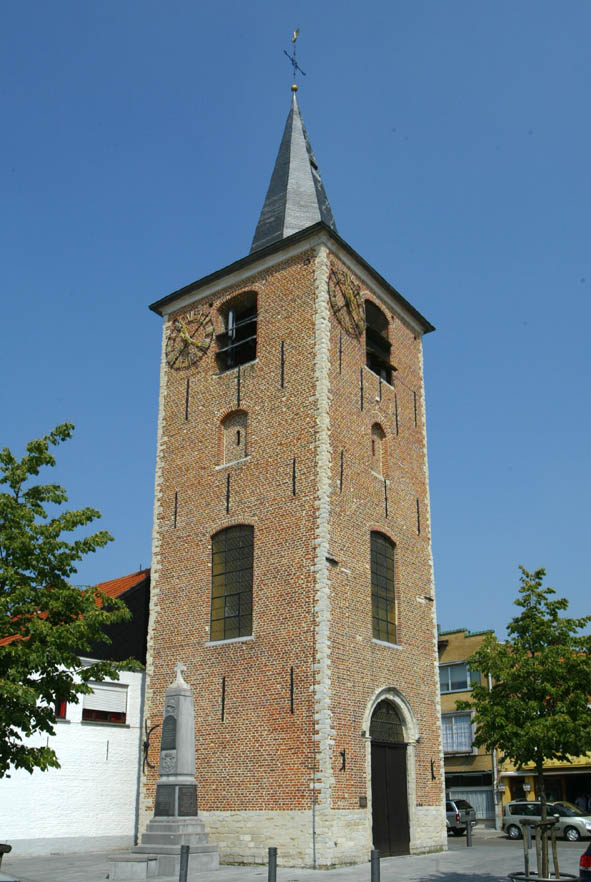
Toren oude Sint-Michielskerk

De Oude Sint-Michielskerk is een voormalig kerkgebouw in de Vlaams-Brabantse plaats Keerbergen, gelegen aan het Gemeenteplein.
Zeker in de 13e eeuw was er al een parochie in Keerbergen die deels afhankelijk was van de Abdij van Grimbergen. De kerk lag op de Kerkebergen, langs de Dijle. Eind 18e eeuw werd een kerk in classicistische stijl gebouwd. Het was een driebeukig gebouw met ingebouwde westtoren en driezijdig afgesloten koor. Deze kerk werd in 1972 gesloopt. Enkel de toren bleef bewaard. Het is een vlakopgaande bakstenen toren met natuurstenen hoekbanden en ingesnoerde naaldspits.
De Nieuwe Sint-Michielskerk werd gebouwd aan de overzijde van het Gemeenteplein.